# 윤지혁 (1998년)
윤지혁(1998년 2월 7일 ~ )은 대한민국의 축구 선수이다. 포지션은 수비수이며 현 K3리그 경주 한국수력원자력 소속이다.

## 클럽 경력
2018시즌을 앞두고 K리그1의 전북 현대 모터스에 입단했다.
2019시즌 여름 이적시장에서 K리그2의 부천 FC 1995로 임대 이적했다.
2021시즌을 앞두고 K리그2의 부천 FC 1995로 완전이적했다.

## 수상

### 팀

#### 전북 현대 모터스
- K리그1 우승: 2020